# Ravenhof
De Ravenhof is een voormalig middeleeuws kasteel. Het stond ten westen van het Nederlandse dorp Amby, nabij Maastricht in de provincie Limburg. Op de voormalige kasteellocatie staat sinds begin 20e eeuw het herenhuis Ravecamp.

## Geschiedenis
De Ravenhof dateert waarschijnlijk uit de 15e eeuw. Het dankt zijn naam aan de familie Rave, die tot 1730 het kasteel in eigendom had. De eerst bekende eigenaar was jonkheer Johan Rave van Amby, die in 1570 als eigenaar werd genoemd.
Het bezit van de Ravenhof bood de eigenaren in de 17e eeuw de toegang tot de Ridderschap van het Land van Valkenburg.
In 1632 werd Maastricht belegerd door Staatse troepen. De Ravenhof heeft hierbij vermoedelijk schade opgelopen.
In 1730 kwam eigenaar Johan Alexander Rave kinderloos te overlijden. Na drie jaar werd de Ravenhof door zijn erfgenamen verkocht aan Jacob van Mewen.
De laatste eigenaar uit deze familie was Maria Josephina van Mewen van Leuth. Zij trouwde in 1783 met Theodoor Joseph baron de Billehé de Valensart. Nadat Maria in 1817 was overleden, kwam de Ravenhof aan de achtergebleven weduwnaar en uiteindelijk bij hun dochter Pauline. Dankzij het huwelijk van Pauline met Charles Vilain XIIII werd deze Belgische familie eigenaar van de Ravenhof. Zij lieten het kasteel in 1856 afbreken. Sindsdien wisselde het landgoed nog enkele malen van eigenaar.

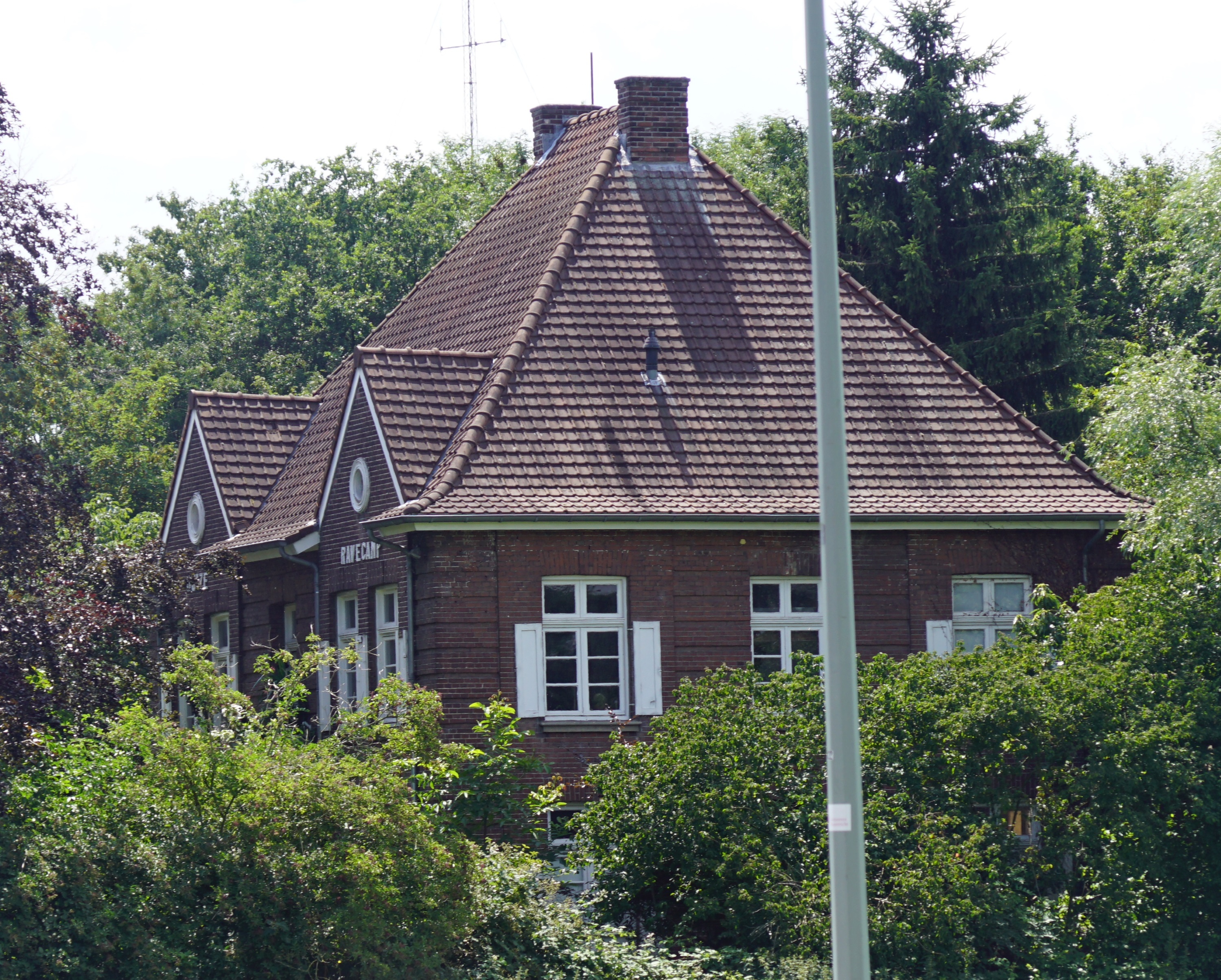
Ravecamp

In 1875 werd een boerderij gebouwd. In 1905 liet H. Hermens op de kasteellocatie het herenhuis Ravecamp optrekken. Dit herenhuis is een gemeentelijk monument.

## Beschrijving
Het kasteel Ravenhof bestond uit een voorburcht en een hoofdburcht. Dankzij de lage ligging van het huis, onderaan een plateau, was het mogelijk om het complex te voorzien van een dubbele gracht.
De hoofdburcht was een rechthoekig gebouw van drie bouwlagen met een zadeldak. Mogelijk had het gebouw oorspronkelijk arkeltorentjes. Over het bouwmateriaal zijn de bronnen niet eenduidig: een tekening uit 1840 laat muren zien van diverse soorten natuursteen en vermoedelijk ook baksteen.
Op de voorburcht stonden twee langgerekte dienstgebouwen. Haaks op het zuidelijke gebouw was de toegangspoort tot het complex.
Aerwinkel · Kasteel Afferden · Aldt Huys · Aldenborgh · Kasteel Aldenghoor · Aldenhoven · Alte Burg · Kasteel Amstenrade · Slot Annendael · Kasteel Arcen · Baersdonck · Bakvliet · Baronsberg · Baxhof · Beegden ·  Benzenrade · Kasteel De Berckt · Kasteel Bethlehem · Beusdaelshof · Binsfeld · Huis Blankenberg · Kasteel Bleijenbeek · Blitterswijck · Boerlo · Bolberg · Bollenberg · Kasteel De Bongard · Borggraaf · Kasteel d'Erp · Kasteel Borggraaf · Kasteel Borgharen · Kasteel Born · Huis Bree · Breust · Kasteel Broekhuizen · Broekhuizen · Gracht Burggraaf · Kasteel De Burght · Kasteel Cartils · Cloppenburg (Oost-Maarland) · Kasteel Cortenbach · Huis De Dael · Dammerscheid · Kasteel De Bockenhof · De Donck (Sevenum) · De Donck (Swolgen) · De Dorth ·  Huis ten Dijcken · Kasteel Doenrade · De Doom · Douve · Douvenrade · De Dries · Kasteel Erenstein · Kasteel Eijsden · Eijsden · Einrade · Kasteel Elsloo · Ensenbroek · Eperhuis · Etzenraderhuuske · Exaten · Kasteel Eijckholt · Kasteel Eyckholt · Eys · Gastendonck · Kasteel Genbroek · Gebroken Slot · Kasteel Geijsteren · Kasteel Op Genhoes · Kasteel Genhoes · Genneperhuis · Kasteel Het Geudje · Kasteel Geulle · Kasteel Geusselt · Geijsteren · Gen Heck · Ghoor · Kasteel Goedenraad · Kasteel Grasbroek · Kasteel Groenendaal · Groethof · Groot Paarlo · Kasteel van Gronsveld · De Gun ·Kasteel Haeren · Kasteel Den Halder · Heerlaer · Heeze · Heijen · 's-Herenanstel · Kasteel Hillenraad · Kasteel Hoensbroek · Hoenshuis · Holstrate · Holtmühle · Huize Holtum · Kasteel Horn · De Horst · Huys ter Horst · Ten Hove (Grathem) · Ten Hove (Panningen) · Huis Brias · Huis Darth ·  Kasteel Hurpesch · Kasteel Sint-Jansgeleen · Kasteel Jerusalem · Kasteel Kaldenbroek · Den Kamp · Kasteel Karsveld · Kasteel Keverberg · Klein Paarlo · Klimmender Huuske · De Kolck · Koppelberg · Laar · Landsfort · Kasteel Lemiers · Kasteelruïne Lichtenberg · Kasteel Limbricht · Lonesteyn · Huize Lovendael · Mazenburg · Kasteel van Meerlo · Kasteel Meerssenhoven · Meezenbroek · Kasteel van Mheer · Middelaar · Kasteel Millen · Kasteel Montfort · Movert · Mulrode · De Munt · Château Neercanne · Kasteel Neubourg · Nienghoor · Huis Nierhoven · Kasteel Nieuwenbroeck · Nije Huys · Kasteel Nijenborgh · Kasteel Nijswiller · Nijthuysen · Kasteel Obbicht · Oedenrade · Kasteel Ooijen · Kasteel Oost (Valkenburg) · Kasteel Oost (Oost-Maarland) · Kasteel Ouborg · Overen · Kasteel Passarts-Nieuwenhagen · Prickenis · Prinsenhof · Puth · De Putting · Raath · De Raay · Ravenhof · Kasteel Reijmersbeek · Kasteel van Rijckholt · Kasteel Rivieren · Rodenbroek · Rosendaal · Kasteel Schaesberg · Kasteel Schaloen · Te Scharen · Schenkenburg · Kasteel Scheres · De Spijker (Geijsteren) · De Spijker (Leeuwen) · Huis Severen · Sibberhuuske · Château St. Gerlach · Spraland · Huis De Spyker · Huize Stalberg · Stalberg (Wellerlooi) · De Steeg · Kasteel Stein · Steinhagen · Steenen Huis · Stoel van Swentibold · Strijthagen (Landgraaf) · Strijthagen (Welten) · Struyver · Kasteel Terborgh · Terlinden (Wijnandsrade) · Terveurdt · Ter Weyer · Kasteel Ter Worm · De Tombe · Huis De Torentjes · Triest · Trippaert · Kasteel Vaalsbroek · Kasteel Vaeshartelt · Valkenburg · Vliek · De Vroenhof · Vrijburg · Kasteel Wambach · Warenberg · Well · Weyershof ·  Wijlre · Kasteel Wijnandsrade · Wijnandsrade · Wijnantshof · Wissegracht · Huize Witham · Kasteel Wittem · Wolfrath · Wylre